# Alice Melin
Pour les articles homonymes, voir Melin (homonymie).
Alice Melin, née le 9 août 1900 à Ampsin et décédée le 10 octobre 1985 à Huldenberg, épouse Bruylandt, puis Guilmain fut une femme politique belge socialiste.

## Biographie
Née dans une famille de 4 enfants, de père ouvrier et de mère sans profession, elle fréquente l'école publique jusqu'à ses 14 ans, après quoi elle suit des cours du soir en comptabilité, langue et sténo, ainsi que les cours dispensés par Isabelle Blume et Alice Pels.
Militante socialiste, elle travaille dans des coopératives. Devenu veuve en 1924, elle décroche un diplôme d'assistante sociale et épouse Urbain Guilmain. 
Conférencière et professeur d'éducation ouvrier dès 1926, elle est secrétaire de la fédération liègeoise des Femmes Prévoyantes socialistes (1928-65) et collabore à sa revue. Elle organise des camps de vacances pour jeunes dès 1928 et cofonde en 1933 des maisons de vacances à Tihange et Ostdunkerque, alors qu'en 1936 elle organise l'accueil de petits réfugiés espagnols. Après guerre, elle devient secrétaire de la mutualité socialiste.
Elle devient sénatrice provinciale de Liège de 1954 à 1958, puis d'arrondissement jusque 1961. Durant cette période, elle œuvre pour l'égalité des traitements et pensions entre hommes et femmes. 